# Glacier du Mont Durand
Glacier du Mont Durand – lodowiec o długości 5,9 km (2005 r.) i powierzchni 7,5 km² (1973 r.).
Lodowiec położony jest w masywie Grand Combin w Alpach Pennińskich w kantonie Valais w Szwajcarii.